# Dendryphantes sacci
Dendryphantes sacci är en spindelart som beskrevs av Simon 1886. Dendryphantes sacci ingår i släktet Dendryphantes och familjen hoppspindlar. Inga underarter finns listade i Catalogue of Life.